# Sakramentalier
Sakramentalier är inom den Romersk-katolska kyrkan en rad heliga handlingar som på ett eller annat sätt förmedlar den gudomliga nåden men som inte räknas till sakramenten. Några exempel är korstecknet, vigvatten, heliga bilder/ikoner, ordenslöftena, välsignelser av såväl föremål och platser som människor och djur, kyrkoinvigningen, den kungliga smörjelsen, exorcismer med flera. Sakramenten inrättades enligt katolsk tro av Jesus under dennes jordeliv, under det sakramentalierna inrättats av kyrkan i kraft av den myndighet hon fått av "sin gudomlige grundare". 
Enligt den ortodoxe teologen John Meyendorf skiljer inte de ortodoxa kyrkorna på sakrament och sakramentalier: Båda kallas för mysterier.